# Saint-Édouard-de-Maskinongé
Pour les articles homonymes, voir Saint-Édouard.
Saint-Édouard-de-Maskinongé est une municipalité du Québec (Canada) située dans la municipalité régionale de comté de Maskinongé et la région administrative de la Mauricie.

## Toponymie
Créée en 1950 sous le nom abrégé de Saint-Édouard, en référence à saint Édouard, modifié 1984 pour prendre sa forme actuelle.

## Histoire
Entrepreneur et homme d'affaires, Napoléon Casaubon fut le fondateur et le propriétaire du Zoo de Saint-Édouard jusqu'à son décès le 14 septembre 1978.
Ce jardin zoologique fut pendant plusieurs années, un attrait touristique majeur pour la région.

### Chronologie municipale
- 1er janvier 1950: Constitution de la municipalité de paroisse de Saint-Édouard à partir des territoires de Sainte-Ursule, Saint-Justin et Saint-Didace.
- 1984: Saint-Édouard change son nom pour municipalité de Saint-Édouard-de-Maskinongé

## Géographie
La rivière Blanche traverse la municipalité d'ouest en est et en délimite le nord-ouest et le sud-est.

## Démographie
| 1996 | 2001 | 2006 | 2011 | 2016 | 2021 |
| ---- | ---- | ---- | ---- | ---- | ---- |
| 744  | 730  | 800  | 774  | 712  | 798  |

## Administration
Les élections municipales se font en bloc pour le maire et les six conseillers.
| Saint-Édouard-de-Maskinongé Maires depuis 2001                                                                       |                            |         |          |
| Élection | Maire                      | Qualité | Résultat |
| 2001 | Michel Noël                |         | Voir     |
| 2005 | Yvon Legault               |         | Voir     |
| n/d | Période de mise en tutelle |         | n/a      |
| 2008 | Denis Morin                |         | Voir     |
| 2009 | Denis Morin                | Voir    |          |
| 2013 | Michel Lemay               |         | Voir     |
| 2013 | Michel Lemay               | Voir    |          |
| 2017 | Réal Normandin             |         | Voir     |
| 2021 | Johanne Champagne          |         | Voir     |
| Élection partielle en italique Depuis 2005, les élections sont simultanées dans toutes les municipalités québécoises |                            |         |          |